# Bogányi Bence
Bogányi Bence (Vác, 1976 –) magyar Fagottművész, egyetemi tanár. Bogányi Gergely zongoraművész testvéröccse.

## Élete
Magyar zenészcsalád fiaként Vácott látta meg a napvilágot. Első magyarországi fagottórái után Helsinkiben Hara Lászlónál, majd a helsinki Sibelius Akadémián Jussi Särkkä-nél képezte magát. A malmői Asger Svendsennél és a Detmoldi Zeneművészeti Egyetemen Helman Jungnál tanult, majd 2004-ben a berlini „Hanns Eisler” Zeneművészeti Egyetemen Klaus Thunemann hangversenyvizsgán végzett jeles eredménnyel.
1997-től 2002-ig Bogányi a Finn Nemzeti Opera fagottszólam-vezetője volt, majd a Helsinki Filharmonikus Zenekarnál dolgozott ugyanezen a poszton. 2005-ben a Berlini Rádió Szimfonikus Zenekarának vezető fagottművésze lett, 2007-től pedig a Müncheni Filharmonikus Zenekarban tölti be ugyanezt a pozíciót. 2009 óta a Nürnbergi Zeneművészeti Egyetem fagottprofesszora.
A finn zeneszerző, Kalevi Aho írt neki egy fagottversenyt, amelyet Bogányi 2005-ben mutatott be Helsinkiben.

## Díjai, kitüntetései
- 1997-1. Díj a Nemzetközi Bernhard Crusell Versenyen Finnországban
- 2002 – Különdíj a Bärenreiter kiadótól a müncheni ARD Nemzetközi Zenei Versenyen
- 2004-2. A párizsi „ Jean Françaix ” Nemzetközi Zenei Verseny díja
- 2006 – 1. Díj az Indianapolis International Double Reed Society nemzetközi „Fernand Gillet–Hugo Fox”-versenyén
- 2006-2. Díj és közönségdíj a Chantily kvintettel együtt a müncheni ARD Nemzetközi Zenei Versenyen.

## Fordítás
- Ez a szócikk részben vagy egészben  a   Bence Bogányi című német Wikipédia-szócikk ezen változatának fordításán alapul.  Az eredeti cikk szerkesztőit annak laptörténete sorolja fel. Ez a jelzés csupán a megfogalmazás eredetét és a szerzői jogokat jelzi, nem szolgál a cikkben szereplő információk forrásmegjelöléseként.